# Thinouia restingae
Thinouia restingae är en kinesträdsväxtart som beskrevs av Ferrucci & Somner. Thinouia restingae ingår i släktet Thinouia och familjen kinesträdsväxter. Inga underarter finns listade i Catalogue of Life.